# John Cavanagh
John Cavanagh (* 1933 in Liverpool; † 2016 ebenda) war ein britischer Radrennfahrer und nationaler Meister im Radsport.

## Sportliche Laufbahn
Cavanagh war im Straßenradsport aktiv. 1983 siegte er in der nationalen Meisterschaft im Straßenrennen der Amateure vor Chris White. Er gewann eine Reihe britischer Eintagesrennen, Einzelzeitfahren und Kriterien. So siegte er 1986 im traditionsreichen Grand Prix of Essex vor Greg Newton. 
1979 belegte er in der Tour of Ireland den 14. Rang, 1980 bestritt er mit der Nationalmannschaft den Giro delle Regioni. Im Manx International, dem bedeutendsten internationalen Eintagesrennen in Großbritannien, wurde er 1981 beim Sieg von Joe Waugh Dritter, 1982 wurde er im Lincoln Grand Prix Dritter hinter dem Sieger Mark Bell. Mehrfach war er im Milk Race am Start.